# Chiesa della Beata Vergine della Porta
La chiesa della Beata Vergine della Porta è un edificio di culto cattolico situato in via Piave a Guastalla, in provincia di Reggio Emilia. La chiesa è sede dell'omonima parrocchia del vicariato II Pianura della diocesi di Reggio Emilia-Guastalla.

## Storia

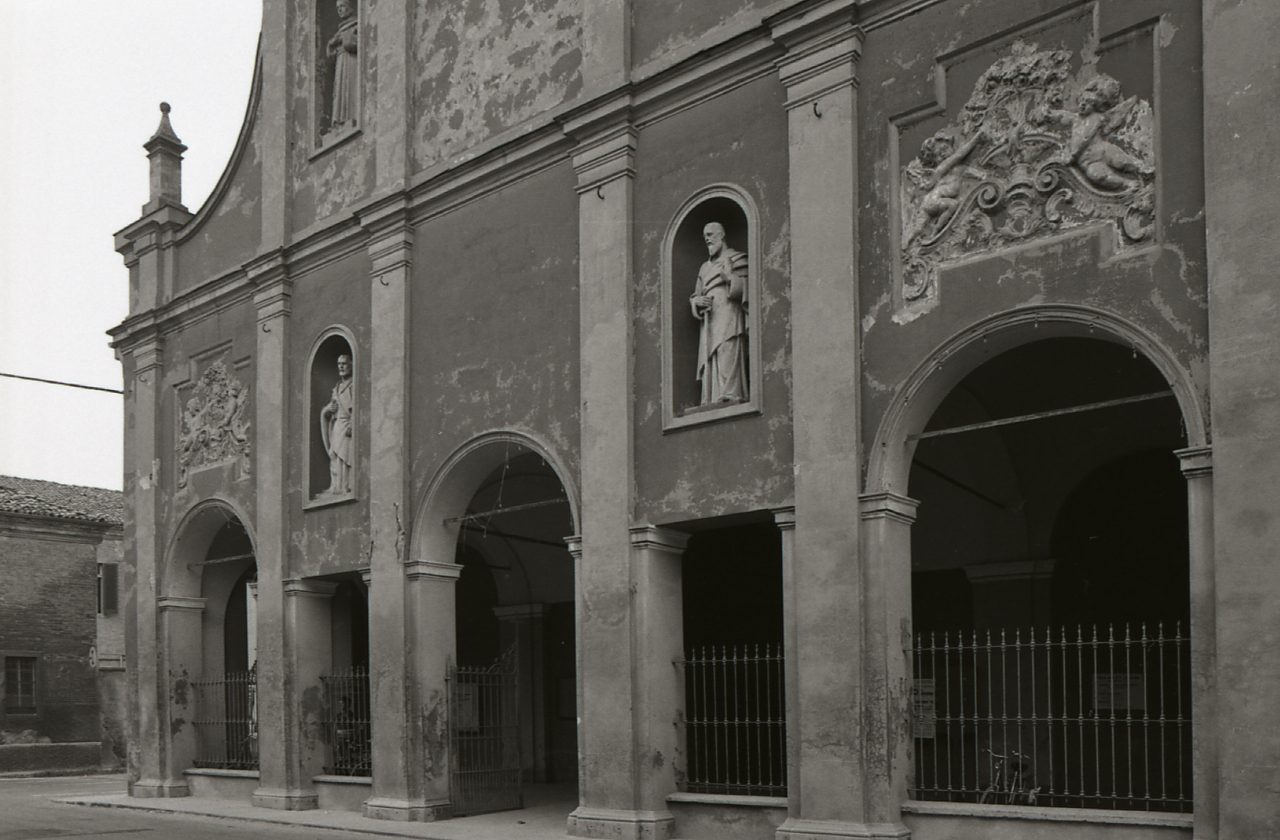
Dettaglio della facciata in una foto di Paolo Monti del 1979

Nei primi mesi del 1693 si verificarono delle guarigioni ritenute miracolose, legate a un'effigie della Madonna dipinta sulle pareti interne di Porta San Francesco. Nell'aprile dello stesso anno l'immagine fu solennemente benedetta dalle autorità religiose cittadine. In quest'occasione il duca Vincenzo Gonzaga ordinò la costruzione di una nuova chiesa per poter ospitare degnamente l'icona sacra. Il mese seguente, grazie al contributo della cittadinanza guastallese, iniziarono i lavori di escavazione delle fondamenta e nell'agosto dello stesso anno la duchessa Maria Vittoria Gonzaga pose la prima pietra del nuovo edificio. Nel luglio 1701 la chiesa, progettata dall'architetto reggiano Prospero Mattioli, poté dirsi ultimata. L'anno seguente, durante l'assedio franco-spagnolo di Guastalla la cittadinanza, riunitasi in preghiera, fece voto di innalzare due altari: uno al Crocifisso e l'altro al santo titolare del giorno della liberazione della città.
Nel luglio 1703, una volta levato l'assedio, fu organizzata una grandiosa cerimonia per l'apertura della chiesa con tanto di fuochi d'artificio, fiaccolate notturne e sontuosi banchetti offerti ai poveri. Sei anni più tardi l'edificio fu ufficialmente consacrato.
Dal 1927 al 1994 la chiesa fu retta dai Francescani, dal 1997 l'amministrazione è passata nelle mani dei Piamartini.